# Gyula Szőkefalvi-Nagy
Gyula Szőkefalvi-Nagy (* 11. April 1887 in Elisabethstadt, Siebenbürgen; † 14. Oktober 1953 in Szeged) war ein ungarischer Mathematiker, der sich mit Analysis und algebraischer Geometrie befasste.

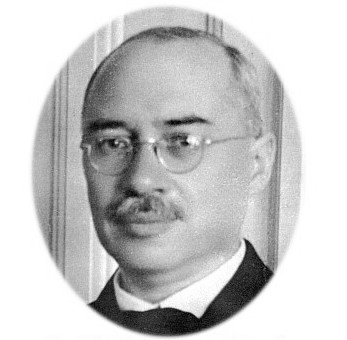
Gyula Szökefalvi-Nagy

Szőkefalvi-Nagy wurde 1909 an der Franz-Josef-Universität in Klausenburg (heute: Cluj-Napoca) promoviert (Über arithmetische Eigenschaften algebraischer Kurven). Er unterrichtete danach in Priwitz und Szeklerburg. 1911/12 setzte er sein Studium an der Georg-August-Universität Göttingen fort und habilitierte sich 1915 in Klausenburg. 1921 bis zu seinem Tod war er Professor an der Universität in Szeged, unterbrochen von der Zeit 1940 bis 1945, als er wieder in Klausenburg lehrte. Er hatte in Szeged den Lehrstuhl für Geometrie.
1946 wurde er Mitglied der Ungarischen Akademie der Wissenschaften. 1947 wurde er bei der Neugründung der Bolyai János Matematikai Társulat deren Ehrenpräsident.
Er ist der Vater des Mathematikers Béla Szőkefalvi-Nagy.